# Hippolyta (Marvel Comics)
Hippolyta es un personaje que aparece en los cómics estadounidenses publicados por Marvel Comics.

## Historial de publicaciones
Basado en la Hipólita de la mitología griega, el personaje apareció por primera vez en Thor vol. 1 #127 (abril de 1966) y fue creado por Stan Lee y Jack Kirby.

## Biografía del personaje ficticio
Hippolyta es la hija del dios griego de la guerra, Ares y Otrera, y ella es la hermanastra de Fobos. Ella y sus hermanas Amazonas ayudarían a crear la guerra, robando a las niñas en el proceso para hacer que sus ejércitos crezcan. El grupo protegió a la diosa de la vaca Io como un favor a su abuelo Zeus.
Después de muchos años de gobernar a las amazonas, Hippolyta finalmente se encontró con Hércules cuando él, Jason y los Argonautas aterrizaron cerca de su bastión de la ciudad de Themiscyra. Allí intentaron robar la faja encantada de Hippolyta y los esclavos que pudieron en el camino. Temiendo por la vida de su hermana, la hermana de Hippolyta, Antíope, se disfrazó voluntariamente como Hippolyta. Jason, creyendo que ella era la reina amazona, secuestró a Antíope y la convirtió en su novia. Ella finalmente le dio un hijo, Hipólito, a quien Antíope nombró por su amada hermana. Inicialmente ofendido por la invasión inicial de Hércules, Hippolyta finalmente se enamoró de él. A lo largo de los siglos, intentó varios intentos de ganarse su afecto, pero al final nunca le dio su corazón. Por lo tanto, se formó una relación de amor / odio entre los dos.
Como se muestra en una historia de Howard el pato, Hippolyta ha sido históricamente uno de los portadores del Amuleto de Pazuzu. Como el cómic de Howard el pato involucra tramas que están dentro y fuera de continuidad, no está claro si el Amuleto de Pazuzu realmente existe en el Universo Marvel.
En su primera aparición moderna, Hippolyta ayudó a Plutón, el dios romano de los muertos, en su plan para vengarse de Hércules haciéndose pasar por actriz y engañando al héroe para que firmara un "contrato de película" que en realidad lo unía al reino de Plutón, Hades, mientras que Plutón estaba disfrazado de director. Cuando Hércules recibió el contrato, ella le dijo que en la película conquistó el Inframundo al derrotar a Plutón y ella permaneció a su lado todo el tiempo, lo que le obligó a firmar el contrato. Luego reveló quién era realmente a Hércules. Pero Thor vino en su ayuda, y los héroes causaron tanto daño a Hades que Plutón rompió el contrato solo para deshacerse de ellos.
Hippolyta también formó una nueva generación de Amazonas de escapadas femeninas en la ciudad de Nueva York llamada Bacantes. El grupo se ha enfrentado con héroes como los Cuatro Fantásticos y los X-Men.
Mucho más tarde, Hippolyta reapareció en las páginas de Incredible Hercules, visitando a su padre Ares en un intento de reunirlo con uno de los nuevos planes de Hera. Ares la desaira, sin embargo, y cuando Hippolyta vuelve, es asesinada por su hija Artume, que está cansada de la obsesión de su madre con Hércules. Durante la historia del Dark Reign, Hippolyta se encuentra entre las personas muertas en Erebus cuando Hércules viaja al Inframundo.
Más tarde, Hela trae a Hippolyta (bajo el apodo de "Mujer guerrera") del Inframundo para ayudar al Valkyrior a vencer a las Doommaidens. Hippolyta luego se une a las Defensores Audaces de Valkyrie como miembro de tiempo completo de este grupo.
Durante la historia de Monsters Unleashed, Valkyrie e Hippolyta se ven luchando contra los monstruos Leviathon Tide en Edimburgo.

## Poderes y habilidades
Como una híbrida humana/olímpica, Hippolyta tiene una inmensa fuerza, resistencia, durabilidad, velocidad, agilidad, reflejos y curación, así como una inmortalidad virtual. Es una combatiente desarmada altamente calificada y posee el Guantelete de Ares, que aumenta sus poderes físicos cien veces. Hippolyta también tiene acceso a varias armas cuerpo a cuerpo.

## Otras versiones

### Cruce de JLA / Avengers
Se hizo referencia indirecta a esta versión de Hippolyta en la serie de crossover JLA / Avengers. En un momento, una enojada Mujer Maravilla enfrentó a Hércules, debido a que el Heracles de su realidad había violado y humillado a su madre, la Hippolyta del Universo DC, mientras estaba bajo un hechizo inducido por Hera y cooptado por Ares. Su rabia creció aún más cuando Hércules bromeó torpemente que sus relaciones con la Hippolyta del Universo Marvel, habían sido muy diferentes.

## En otros medios

### Televisión
- Hippolyta aparece en el segmento de Thor del programa de televisión, Marvel Super Heroes de 1966.